# Chobata concludens
Chobata concludens là một loài bướm đêm trong họ Noctuidae.